# Agència de Kolaba
L'agència de Kolaba fou una entitat de control britànic a l'Índia formada pels estats de Janjira i Savantvadi.
El col·lector del districte de Kolaba exercia ex officio com a agent del governador als dos estats.